# سورة بان (بشت أربابا)
سورة بان (بالفارسية: سوره بان) هي قرية تقع في إيران في قسم بشت أربابا الريفي. يقدر عدد سكانها بـ 45 نسمة بحسب إحصاء 2016.